# Alba Leo Pérez
Alba Leo Pérez (Getafe, 9 de junio de 1983) es una periodista y política española de Podemos. Entre noviembre de 2020 y junio de 2023 fue segunda teniente de alcaldesa de Getafe y concejala de Feminismos y Agenda 2030 en el Ayuntamiento de Getafe, tras la entrada de Podemos, al Gobierno. Fue candidata de Podemos Getafe a las elecciones municipales de 2019 y 2023, y lidera oficialmente el partido desde noviembre de 2020.En la actualidad es concejala de Salud, Consumo y Agenda 2030 del Ayuntamiento de Getafe.

## Reseña biográfica
Nació en Getafe y ha vivido en la misma ciudad hasta la actualidad. Creció en una familia monoparental y pasó su infancia entre los barrios de Juan de la Cierva y Las Margaritas. Al cumplir 18 años se independizó y vivió en otros barrios de la ciudad. Actualmente está casada, es madre y vive en Buenavista. 
Se licenció en Periodismo por la Universidad Rey Juan Carlos y se especializó en Comunicación Social compaginando estudios con diferentes  trabajos para poder pagarse la carrera. 
Al terminar la carrera trabajó en la Agencia EFE departamento de radio, en el programa informativo de Cope Madrid 2 y posteriormente fue Redactora Jefa y Responsable Online de la editorial Nomoan.
Trayectoria política e institucional
Fue co-fundadora del Círculo de Podemos Getafe en marzo de 2014, dos meses después de que se constituyera el partido, formando parte del primer Consejo Ciudadano en el municipio.
En 2015 formó parte de la lista para las elecciones municipales con la candidatura Ahora Getafe, que integraba a varios partidos de la izquierda. Tras estas elecciones, empezó a trabajar en el Grupo Municipal como responsable de comunicación y directora del periódico de la candidatura de Ahora Getafe hasta las elecciones de 2019.
En junio de 2018 fue elegida secretaria de Feminismos y Acción LGTBI+.
En marzo de 2019 fue elegida candidata a la alcaldía por las bases del partido para las elecciones del 26 de mayo. Tras las elecciones municipales de 2019 en Getafe, en las que obtuvieron 4 concejales, fue elegida portavoz del Grupo Municipal Podemos Getafe.
En julio de 2020 ocupó el cargo de secretaria de Gobiernos del Cambio en Podemos Comunidad de Madrid con la nueva dirección liderada por Jesús Santos.
En noviembre de 2020 fue elegida para dirigir el partido a nivel local, siendo nombrada como portavoz. Ese mismo mes, Podemos llega a un acuerdo con el PSOE Getafe, partido que ostenta el Gobierno, para entrar a gobernar con 3 concejalías y la segunda tenencia de alcaldía. Alba Leo pasaría a ser segunda teniente de alcaldesa y concejala de Feminismos y Agenda 2030 hasta la actualidad. En 2023, fue candidata a la candidata la alcaldía en Getafe. Tras los comicios de ese año, 2023, Podemos alcanzó 2 concejales, llegando a un acuerdo de gobierno con el partido socialista del municipio. A raíz de ese acuerdo de gobierno, Alba Leo se convirtió en la concejala de salud, consumo y Agenda 2030. 

## Distinciones
- Secretaria de feminismos y acción LGTBI+ de Podemos (junio 2018)
- Candidata a la alcaldía por Podemos  (Marzo 2019)
- Portavoz del Grupo Municipal Podemos Getafe (Marzo 2019)
- Secretaria de Gobiernos del Cambio en Podemos Comunidad de Madrid (Julio 2020)
- Portavoz de Podemos Getafe (Noviembre 2020)
- Segunda teniente de alcaldesa de Getafe (Noviembre 2020)
- Concejala de Feminismos del Ayuntamiento de Getafe (Noviembre 2020)
- Concejala de Agenda 2030 del Ayuntamiento de Getafe (Noviembre 2020)
- Candidata a la alcaldía por Podemos Getafe (Noviembre 2022)
- Concejala de salud, consumo y Agenda 2030 del Ayuntamiento de Getafe (Noviembre 2023)